# Архимандрит Нектарије (Радовановић)
Нектарије Радовановић (Шпионица, код Сребреника, 16. октобар 1955 — Манастир Ритешић, 16. јануар 2020) био је православни архимандрит и старешина Манастира Ритешића.

## Биографија
Игуман Нектарије (Радовановић) рођен је 16. октобара 1955. године у селу Шпионица (општина Сребреник) од оца Јована и мајке Цвије (рођ. Радић). Основну школу завршио је у родном мјесту, а Богословију „Света Три Јерарха“ у Манастиру Крки од 1971. до 1976. године. Године 1980. одлази на школовање у Московску духовну академију Светог Сергија Радоњешског у Сергијев Посад.
Крајем 1984. године одлази у Грчку на учење грчког језика и иконописања. У Грчкој борави до 1987. године. Одлуком Светог архијерејског синода Српске православне цркве од 1987. године постављен је за суплента Богословије ''Света Три Јерарха'' у Манастиру Крка. У манастиру Крки као наставник богословије био је до пада Републике Српске Крајине 5. августа 1995. године, када је ова избјеглича богословија премјештена на Дивчибаре. На Дивчибарама предаје још годину дана од 1995. до 1996. године.
Замонашен је 27. августа 1977. године у Манастир Озрен на Озрену. У чин јерођакона рукоположен је 7. октобара 1977. године у Манастиру Тавни. Рукоположио га је Епископ шабачко-ваљевски Јован Велимировић, администратор Епархије зворничко-тузланске. У чин јеромонаха рукоположио га је исти епископ, 14. октобара 1977. године, у храму Покрова Пресвете Богородице у Ваљеву.
Године 1996. по благослову Епископа далматинског Лонгина Крче упућен је у Епархију канадску. Прешао је 1999. године у свезу клира Епархије новограчаничке на Трећем језеру поред Чикага- САД. Од 2003. до 2012. године клирик је Епархије западно-америчке. 
Године 2012. прелази у свезу клира Епархије шабачке, а 2014. године прелази у свезу клира Епархије ваљевске. Године 2015. благословом тадашњег Епископа зворничко-тузланског Хризостома Јевића примљен је у свезу клира Епархије зворничко-тузланске, и 18. августа 2015. године постављен за игумана Манастира Ритешића код Добоја.
Упокојио се у Господу 17. јануара 2020. године у Манастиру Ритешић а сахрањен је 19. јануара 2020. године у Цркви Свете Тројице у Бољанићу код Добоја.